# Alessandra Giliani
Alessandra Giliani (Persiceto, 1307-Bolonya, 26 de març de 1326) és el nom atribuït a una figura inevitable de l'anatomia medieval. Està indicada com la primera dona italiana que practica la dissecció de cadàvers per a estudis anatòmics. Tot i les controvèrsies sobre si va existir de veritat o no, la realitat històrica de la seva figura es basa en estudis molt fiables. Va protagonitzar una carrera precoç que acabaria, molt jove, a Bolonya, on va morir amb ni tan sols vint anys.

## Biografia

Mondino de Liuzzi, Anathomia, 1541

Hom creu que Giliani va poder haver nascut el 1307, a San Giovanni a Persiceto, a la província italiana de l'Emília-Romanya. La crònica de la seva vida afirma que va morir el 1326, possiblement per una ferida sèptica, amb 19 anys. Recordada com la primera anatomista femenina del món occidental, té fama d'haver estat una brillant prosectora (preparadora de cadàvers per a la dissecció anatòmica). Va treballar com a assistent quirúrgica de Mondino de Luzzi (m. 1326), professor de renom mundial en l'escola de medicina de la Universitat de Bolonya i acreditat per ser el pare de l'anatomia moderna gràcies a un text seminal datat el 1316, amb el qual va col·laborar com a assistent en les disseccions on per participar ho havia de ver vestida d'home.
De Giliani es diu que va dur a terme les seves pròpies investigacions anatòmiques, com el desenvolupament d'un mètode de drenar la sang d'un cadàver i la seva substitució per un enduriment de tint i color, ajudant la compressió del sistema circulatori coronari pulmonar. Tota l'evidència del seu treball va ser perduda o destruïda.
La curta vida d'Alessandra Giliani va ser honrada per Otto Angenius, també un dels ajudants de Mondino i, probablement, el seu promès, amb una placa al San Pietro e Marcellino degli Spedolari di Santa Maria di Mareto, o d'Ulmareto, que descriu el seu treball.

## Llegat
És esmentada per l'historiador del segle xix Michele Medici, que va publicar una història de l'escola bolonyesa d'anatomia el 1857.
La novel·la de Barbara Quick, A Golden Web publicada per HarperTeen el 2010, és una ficció reimaginada de la vida en els temps d'Alessandra Giliani.